# 堂九本川
堂九本川（どうくもとがわ）は、大阪府池田市の東部を流れる淀川水系の5次支川である。

## 地理
北摂山系の六個山西部に源を発する流路延長1.3km程度の普通河川である。池田市の管理区間は大阪府道9号箕面池田線より石澄川合流部までの約200m。
源流域はゴルフ場、池田カンツリー倶楽部の敷地内にあり、山間部を抜けると河岸および河床の大部分はコンクリート製となる。
池田市畑4丁目で石澄川に合流する。
かっては池田市畑4丁目において川を堰き止めため池（湯出辺池）を有していたが、現在では堰は切られ、湿地状地となっている。

## 流域の自治体
大阪府
池田市